# Саша Михајловић
Саша Михајловић познатији под псеудонимом Тома Пан је српски стрип аутор и илустратор, и једна од култних личности српске андерграунд сцене.
Пажњу стрип публике у Србији привлачи већ својим првим радовима које током деведесетих година објављује претежно у фанзинима, од којих је неке и сам издавао, попут фанзина "Тит Бит" и "Пернати пријатељ". Иако је његов стил у почетку био прилично сиров и неуглађен, у најбољем смислу те речи (и сасвим у складу са естетиком фанзина), током времена је развио визуелно раскошан, “лирски”стил.
Године 2000. представљао је српску стрип сцену на изложби на стрип фестивалу у Ерлангену (најзначајнија стрип фешта на немачком говорном подручју), на гостовању у Фанзинотеци у Поатјеу 2002, као и на изложби у италијанском граду Лодију 2006. године.   
Са групом аутора сарађује на стварању стрип-књиге "Попошак и Цвеће".
Ради на омотима албума више група, од којих се истичу "Јарболи" и "Обојени програм". Имао је значајну улогу у "освежавању" визуелног идентитета новосадске групе "Обојени програм" за коју је урадио омот албума "Ако нисам добра шта ћемо онда?", плакате и целокупни дизајн.
Последњих година највише ради на илустровању дечијих књига и сарађује са више дечијих часописа.